# سرابه
سرابه، روستایی از توابع بخش مرکزی شهرستان اردستان در استان اصفهان ایران است. این روستا زادگاه سید حسن مدرس می باشد

## جمعیت
این روستا در دهستان کچو قرار دارد و براساس سرشماری مرکز آمار ایران در سال ۱۳۸۵، جمعیت آن ۲۸ نفر (۱۷خانوار) بوده‌است.